# Běloruština
Běloruština je východoslovanský jazyk, příbuzný polštině, ukrajinštině a ruštině. Od všech se ale v mnoha rysech liší. 
Běloruská slovní zásoba má blíže západoslovanským jazykům než ruština.

## Rozšíření
Podle sčítání obyvatelstva v Bělorusku v roce 1999 prohlásilo běloruštinu za tzv. rodný (mateřský) jazyk kolem 7 miliónů osob (74 % obyvatelstva státu),[zdroj?] ale za „jazyk, kterým obvykle hovoří doma“ jen asi 3,5 milionu (37 % obyvatelstva).[zdroj?] Běloruštinou se dále mluví nebo píše ve východní části Polska a v diaspoře v zemích bývalého SSSR, v USA a jinde. Počet uživatelů tohoto jazyka mimo území bývalého Sovětského svazu je odhadován na 1 milión. V Bělorusku je běloruština od roku 1990 státním jazykem a od referenda v roce 1995, resp. od roku 1998, kdy byla podle výsledků referenda změněna ústava, sdílí tento status s ruštinou. Výsledkem je dominantní užívání ruštiny ve všech sférách společenského života s výjimkou národní literatury, částečně hudby a národní kultury všeobecně; v omezené míře ji užívají i státní orgány a povinně je vyučována ve školách jako předmět, v menšině škol je užívána i jako jazyk vyučovací, převažuje však ruština.[zdroj?] Naopak velmi rozšířena je běloruština mezi běloruskou politickou opozicí a na Internetu.[zdroj?]

## Nářečí

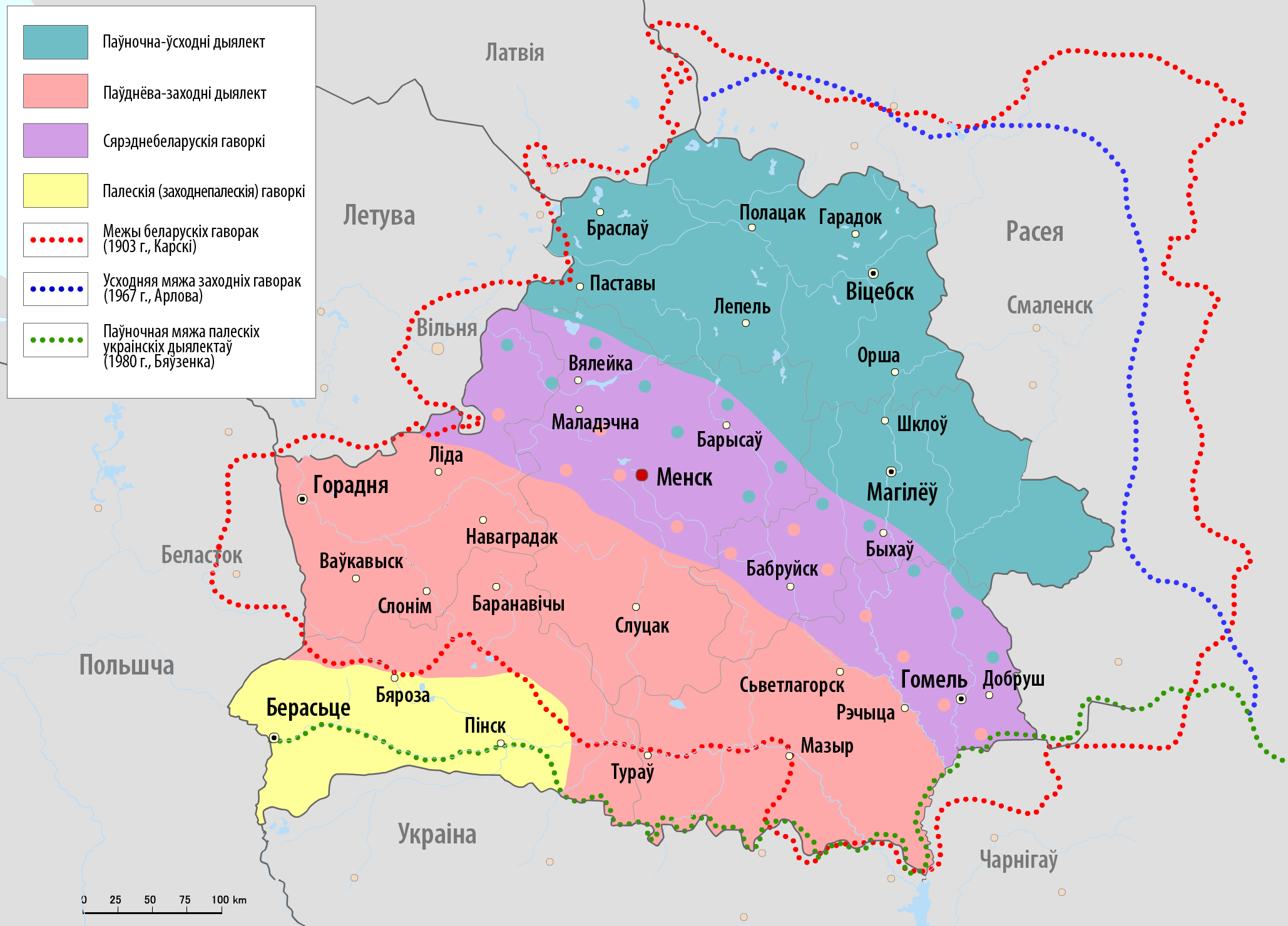
Nářečí běloruštiny
severovýchodní nářečí
středoběloruská nářečí
jihozápadní nářečí
Západní polesština

Nářečí běloruštiny se dělí na menší poleskou skupinu (na jihozápadě v Polesí), která má velmi blízko k ukrajinským nářečím, a hlavní běloruský masiv. Ten se dále člení na tři velké skupiny nářečí: tzv. jihozápadní skupinu, středněběloruská nářečí a severovýchodní skupinu. Všechny tři skupiny se pak dělí na menší. Na východě nářečí přecházejí plynule (tzv. dialektní kontinua) do ruštiny (směsí obou jazyků je Trasjanka) a na jiho-západě do ukrajinštiny (smíšeným jazykem jsou právě polesské dialekty, zejména Západní polesština). Původní dialektní kontinua směrem do polského území začíná štěpit státní hranice mezi Běloruskem a Polskem.

## Historie

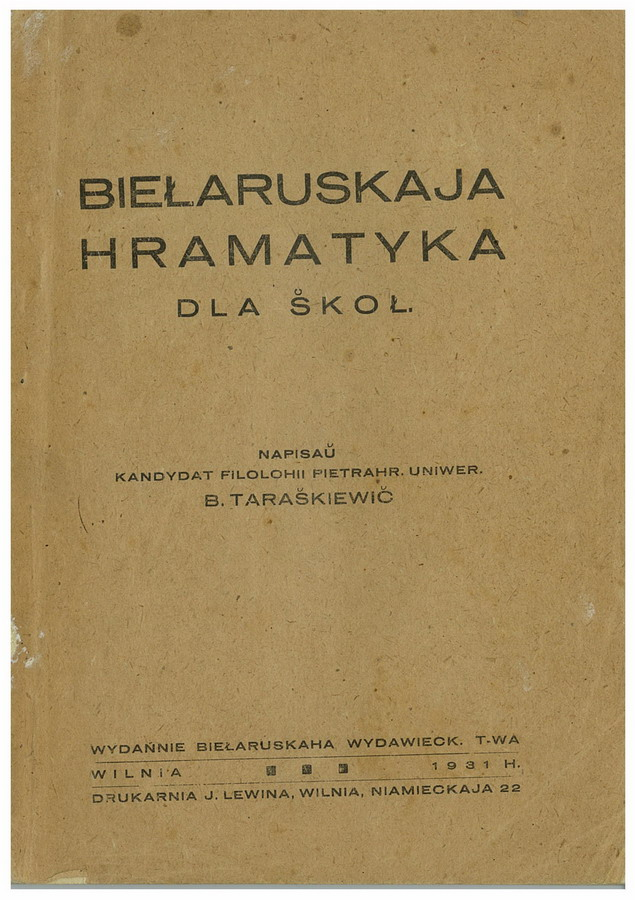
Taraškievič, Branisłaŭ. Biełaruskaja gramatyka dla škoł, 1931

Počátky spisovné běloruštiny se kladou do 16. století, kdy se ve Velkoknížectví litevském používal jako úřední tzv. „ruský“ jazyk, obsahující regionalismy z Vilna (dnešního Vilniusu v Litvě) a oblasti na jihovýchod od něj (v dnešním Bělorusku). Tento „ruský“ jazyk Velkoknížectví litevského je v Bělorusku pojmenováván jako „staroběloruština“ (na Ukrajině jako „staroukrajinština“).
V 17. století začala na území dnešního Běloruska dominovat v písemné komunikaci polština, udržovala se církevní slovanština. Novodobý běloruský spisovný jazyk vznikal během 19. století, ovšem na základě nářečí a bez návaznosti na „staroběloruský“ jazyk.
První kodifikační prací v jazykovědném slova smyslu je „Běloruská gramatika pro školy“ (1918) z pera běloruského jazykovědce Branislava Taraškieviče, která fixovala („kodifikovala“) spisovnou normu a byla předlohou pro jazykové učebnice běloruštiny.
Ve 20. letech 20. století, v souvislosti se sovětskou politikou „korenizaciji“ (rozvoje národních kultur a ekonomik), nastalo příznivé období pro spisovnou běloruštinu, jak pro její status, tak pro dopracování její struktury a slovní zásoby pro potřeby dané doby. Toto tzv. obrození (adradženně) běloruštiny a běloruské kultury však bylo zastaveno na začátku 30. let po změně Stalinovy politiky nasměrované na eliminaci regionálních (národních) mocenských elit. Mnoho lidí, kteří se zasloužili o rozvoj běloruského jazyka a kultury, bylo posláno do vyhnanství nebo popraveno.
S výjimkou krátkého období nacistické okupace za druhé světové války se běloruština jen obtížně prosazuje vedle ruštiny, která má převahu zejména ve městech. Ve velkých městech se však soustřeďuje běloruskojazyčná inteligence, která vyvíjí aktivity ve prospěch spisovné běloruštiny. Ke zlepšení postavení běloruštiny došlo v souvislosti s rozpadem Sovětského svazu, jehož důsledkem byl mj. vznik nezávislého Běloruska (1991), a to tím, že nabyla statusu státního jazyka (zákonem z roku 1990). Ruština si nicméně i nadále drží v Bělorusku silnou pozici, což souvisí s politikou prezidenta Lukašenka, orientovanou na sovětské (tj. ruskojazyčné) politické, společenské a kulturní modely (Lukašenko se snaží na veřejnosti mluvit téměř výhradně rusky. V projevech však dělá chyby a plete gramatiku i slovíčka obou jazyků dohromady)[zdroj?]. Postavení běloruštiny se opět ztížilo zvláště poté, co byl udělen status státního jazyka také ruštině (referendem z roku 1995). V průběhu druhé poloviny 20. století až dodnes (2006) se postupně jazykově rusifikuje běloruský venkov,[zdroj?]. který byl donedávna považován jazykovědci za hlavní sociální bázi mluvené běloruštiny. Osud běloruštiny coby běžného komunikačního prostředku tak pro nejbližší desetiletí stále není jistý.

## Abeceda a výslovnost
Běloruština se píše cyrilicí, existuje však i běloruská verze latinky, která se vytvořila už v 19. století; některé běloruskojazyčné písemné památky jsou psány také arabským písmem (jde o muslimské texty poslovanštělých Lipeckých Tatarů z 16. století; na rozdíl od latinky se arabské písmo už dnes nepoužívá). Běloruská abeceda obsahuje 32 písmen a 2 spřežky.
| výslovnost IPA | [a] | [b] | [v] | [g] | [d] | [d͡ʒ] | [d͡z] | [jɛ], [ʲɛ] | [jo], [ʲo] | [ʒ] | [z] | [i] | [j], [ji], [ʲi] | [k] | [l] | [m] | [n] | [ɔ] | [p] | [r] | [s] | [t] | [u] | [w] | [f] | [x] | [t͡s] | [t͡ʂ] | [ʂ] | [ɨ] | [ʲ] | [ɛ] | [ju], [ʲu] | [ja], [ʲa] |
| velké          | А   | Б   | В   | Г   | Д   | ДЖ   | ДЗ   | Е          | Ё          | Ж   | З   | І   | Й               | К   | Л   | М   | Н   | О   | П   | Р   | С   | Т   | У   | Ў   | Ф   | Х   | Ц    | Ч    | Ш   | Ы   | Ь   | Э   | Ю          | Я          |
| malé           | а   | б   | в   | г   | д   | дж   | дз   | е          | ё          | ж   | з   | і   | й               | к   | л   | м   | н   | о   | п   | р   | с   | т   | у   | ў   | ф   | х   | ц    | ч    | ш   | ы   | ь   | э   | ю          | я          |
| kurzíva        | а   | б   | в   | г   | д   | дж   | дз   | е          | ё          | ж   | з   | і   | й               | к   | л   | м   | н   | о   | п   | р   | с   | т   | у   | ў   | ф   | х   | ц    | ч    | ш   | ы   | ь   | э   | ю          | я          |
|                |     |     |     |     |     |      |      |            |            |     |     |     |                 |     |     |     |     |     |     |     |     |     |     |     |     |     |      |      |     |     |     |     |            |            |
| transkripce    | a   | b   | v   | g   | d   | dž   | dz   | je         | jo         | ž   | z   | i   | j/ji            | k   | l   | m   | n   | o   | p   | r   | s   | t   | u   | w   | f   | ch  | c    | č    | š   | y   | j   | e   | ju         | ja         |

Výjimky:
- де = dě, те = tě, не = ně
- дë = ďo, тë = ťo, нë = ňo
- ьi = ji, 'і = ji
- дь = ď, ть = ť, нь = ň
- дю = ďu, тю = ťu, ню = ňu
- дя = ďa, тя = ťa, ня = ňa
- кс = x ve slovech zřetelně západoevropského či řeckého původu (např. Aljaxandr či Alexej)

Další poznámky:.
- Původní slovanské [g] se změnilo na hlásku [ɣ], která je podobná českému [h] (její artikulace je však oproti [h] posunuta směrem výš v dutině ústní a k artikulaci se užívá zadní části jazyka, tj. jako u novořecké gammy neboli českého „ch“, od kterého se liší jen tím, že je znělé). K označení hlásky [g] (vyskytuje se pouze v několika málo slovech cizího původu, např. ганак, гвалт) sloužilo do roku 1933 písmeno Ґ, které nyní není „oficiální“ součástí běloruské abecedy.
- Mnohem častěji než v ruštině se používá písmeno Э, zejména ve slovech převzatých z jiných jazyků (srov. bělorusky тэатр, універсітэт/універсытэт – rusky театр, университет). To znamená, že v takových slovech se v běloruštině vyskytuje před hláskou [e] souhláska tvrdá, zatímco v ruštině měkká (bělorusky teatr, uňiversitet, rusky těatr, uňiversitět).
- Běloruština má párovou měkkost souhlásek (tj. například tvrdé v a měkké v, tvrdé l a měkké l atd.). Nemá ovšem měkké r, což je rozdíl oproti ruštině (běl. рэктар, rus. ректор). Dále nemá měkké, ale vždy tvrdé č (ruské Ч se oproti tomu vyslovuje vždy jen měkce)
- Podobně jako v ruštině se nepřízvučné О nevyslovuje jako [o], ale přibližuje se k [a] (tento jev se nazývá ákání, аканне). Oproti ruštině je však tento posun k [a] výraznější. Je také odražen v pravopisu, proto je písmeno A v běloruských textech velmi časté (srov. bělorusky малако, rusky молоко). Podobné je to v pozici před přízvukem s kombinací měkká souhláska + E, které se v běloruštině posouvá také k [a] (tzv. jakání, яканне), zatímco v ruštině spíše k [i]. Výjimkou jsou převzatá slova z cizích jazyků a některé další skupiny slov (např. метро se v běloruštině vyslovuje nikoli [mjatro], jako by tomu bylo u slov domácího původu, ale [mjetro], zatímco v ruštině spíše [mitro]).
- Pro běloruštinu typické historické hláskové změny (resp. odlišnosti v porovnání s češtinou): [ď] → [dz'] (velmi měkké [dz]), [ť] → [c'] (velmi měkké [c]).
- Podobně jako [dz'] a [c'] je i [s'] a [z'] velmi měkké – přední část jazyka je přiklopena k dásním a tvrdému patru více, než je to v ruštině u měkkého [s'] a [z'], tj. výslovnost se přibližuje k polským Ś a Ź. Tedy například mezi běloruským сена a ruským сено (seno) je rozdíl nejen ve výslovnosti poslední samohlásky (u běloruštiny výraznější [a]), ale i ve výslovnosti měkkého [s'] na začátku slova.

### Porovnání s dalšími jazyky
Níže se nachází tabulka porovnávající abecedy východoslovanských jazyků. Abecedy jazyků mimo běloruštinu jsou zpřeházené, aby jejich písmena ležela na stejné pozici jako v rusínské abecedě a abecedy tak byly snáze porovnatelné. Tučně jsou vyvedena ta běloruská písmena, která v ruské abecedě chybějí.
| Běloruština  | а | б | в | г |   | д | дж | дз |   |   | ё | ж | з | і |   |   |   | й | к | л | м | н | о | п | р | с | т | у | ў | ф | х | ц | ч | ш |   | ы | ь |   | э | ю | я |
| Ruština      | а | б | в | г |   | д |    |    | е |   | ё | ж | з |   |   | и | ы | й | к | л | м | н | о | п | р | с | т | у |   | ф | х | ц | ч | ш | щ | ю | ь | ъ | э |   | я |
| Rusínština   | а | б | в | г | ґ | д |    |    | е | є | ё | ж | з | і | ї | и | ы | й | к | л | м | н | о | п | р | с | т | у |   | ф | х | ц | ч | ш | щ | ю | ь | ъ |   |   | я |
| Ukrajinština | а | б | в | г | ґ | д |    |    | е | є |   | ж | з | і | ї | и |   | й | к | л | м | н | о | п | р | с | т | у |   | ф | х | ц | ч | ш | щ | ю | ь |   |   |   | я |

## Gramatika
Běloruština obsahuje celkem šest pádů, jež jsou až na absenci vokativu totožné s těmi českými. Zmíněný pád jazyk postupem času ztratil, dnes je vnímán archaicky (pořadí prvních čtyř pádů koresponduje s češtinou, poslední dva jsou prohozeny, 5. pád tak znamená instrumentál). Naproti tomu si zachoval střídání souhlásek při skloňování (нага = noha, назе = noze).

## Řekli o postavení běloruštiny
- ŠUSTROVÁ, Petruška. „Bělorusky se mluví skoro jen na venkově a ve městech ji zhusta pokládají za příznak křupanství, ve školách se učí skoro výhradně rusky a v běloruštině toho vychází pramálo.“[3]
- VJAČORKA, Vincuk. „Strategií běloruské vlády je prodávat nadřazenost ruštiny v Bělorusku "za různé výsady a geopolitické výhody. Úřady potřebují běloruštinu jen k tomu, aby občas mohly východního souseda postrašit, ale nikoliv k tomu, aby umožnili svobodným lidem hovořit bělorusky nahlas a s důstojností. Opoziční shromáždění je jednou z mála příležitostí, kdy je možno v Bělorusku slyšet běloruštinu. Navzdory tomu, že má země dva oficiální jazyky, běloruštinu a ruštinu, státní televize vysílá své hlavní zpravodajství rusky.“[4]

## Příklady

### Číslovky
| Bělorusky | Česky |
| адзін     | jedna |
| два       | dva   |
| тры       | tři   |
| чатыры    | čtyři |
| пяць      | pět   |
| шесць     | šest  |
| сем       | sedm  |
| восем     | osm   |
| дзевяць   | devět |
| дзесяць   | deset |

## Ukázkový text

### Všeobecná deklarace lidských práv
Pro srovnání běloruštiny s ukrajinštinou a ruštinou je text uveden v těchto třech jazycích (po původní cyrilské podobě následuje i český přepis do latinky).
| bělorusky           | Усе людзі нараджаюцца вольнымі і роўнымі ў сваёй годнасьці і правох. Яны надзелены розумам і сумленьнем і павінны ставіцца адзін да аднаго ў духу братэрства.                   |
| ukrajinsky          | Всі люди народжуються вільними і рівними у своїй гідності та правах. Вони наділені розумом і совістю і повинні діяти у відношенні один до одного в дусі братерства.             |
| rusky               | Все люди рождаются свободными и равными в своём достоинстве и правах. Они наделены разумом и совестью и должны поступать в отношении друг друга в духе братства.                |
| bělorusky (přepis)  | Usie ludzi naradžajucca volnymi i roŭnymi ŭ svajoj hodnaści i pravoch. Jany nadzieleny rozumam i sumleńniem i pavinny stavicca adzin da adnaho ŭ duchu braterstva.              |
| ukrajinsky (přepis) | Vsi ljudy narodžujuťsja vilnymy i rivnymy u svojij hidnosti ta pravach. Vony nadileni rozumom i sovisťju i povynni dijaty u vidnošenni odyn do odnoho v dusi braterstva.        |
| rusky (přepis)      | Vse ljudi roždajutsja svobodnymi i ravnymi v svojom dostojinstve i pravach. Oni naděleny razumom i sovesťju i dolžny postupať v otnošeniji drug druga v duche bratstva.         |
| polština            | Wszyscy ludzie rodzą się wolni i równi pod względem swej godności i swych praw. Są obdarzeni rozumem i sumieniem oraz powinni postępować wobec innych ludzi w duchu braterstwa. |
| česky               | Všichni lidé se rodí svobodní a sobě rovní co do důstojnosti a práv. Jsou nadáni rozumem a svědomím a mají spolu jednat v duchu bratrství.                                      |